# Jordan Crooks
Jordan Crooks (George Town, 2 maggio 2002) è un nuotatore britannico delle Isole Cayman.

## Biografia
Ha rappresentato le isole Cayman ai Giochi olimpici giovanili 2018 e ai mondiali in vasca corta di Melbourne 2022, vincendo la medaglia d'oro nei 50 metri stile libero. È stata la prima medaglia d'oro vinta dalle Isole Cayman ad un mondiale.
Nel 2024, ai mondiali in vasca corta di Budapest, dapprima conquista il bronzo nei 100 metri stile libero e poi, il 14 dicembre, realizza due record del mondo nel giro di poche ore sui 50 metri stile libero (20"08 nelle batterie della mattina e 19"90 nelle semifinali serali). In questo modo diventa il primo nuotatore di sempre ad abbattere la barriera dei venti secondi sulla distanza. Il giorno successivo vince poi la medaglia d'oro, la seconda consecutiva dopo quella del 2022.

## Palmarès
- Mondiali in vasca corta

Melbourne 2022: oro nei 50m sl.
Budapest 2024: oro nei 50m sl, bronzo nei 100m sl.